# Komla Dumor
Komla Dumor (né à Accra auGhana, le 3 octobre 1972, mort à Hertfordshire le 18 janvier 2014) est un journaliste spécialiste de l'Afrique. À la fin de sa carrière, il présente le journal et l'émission Focus on Africa, sur BBC World News.

## Sources
Décès de notre collègue Komla Dumor, sur bbc.co.uk